# Olga Havlová
Olga Havlová, rozená Šplíchalová, (11. července 1933 Praha – 27. ledna 1996 Praha) byla první manželka československého a později českého prezidenta Václava Havla, první dáma Československa a České republiky, zakladatelka Výboru dobré vůle.

## Mládí
Olga Havlová se narodila v Praze na Žižkově, v Chelčického ulici (v přízemí pavlačového domu na místě současného hotelu Olšanka), v rodině koňského řezníka Františka Šplíchala (* 1889). Matka pracovala jako dělnice v Dynybylově likérce v sousedství a vrátila se do práce, když bylo Olze šest neděl. Když jí bylo šest let, rodiče se rozešli. Ve velké rodině, do které patřila i rodina Olžiny starší sestry Jaroslavy (matky samoživitelky pěti dětí), bylo samozřejmostí, že Olga své sestře od dětství s péčí o malé neteře a synovce pomáhala. Jako dítě také navštěvovala Milíčův dům, jehož zakladatelem byl Přemysl Pitter. Olga Šplíchalová tu trávila mnoho času v knihovně a zde získala celoživotní vztah k literatuře. Ačkoliv byl život rodiny skromný, navštěvovala matka s dětmi často filmová a divadelní představení. Po absolvování měšťanské školy se Olga Havlová vyučila v Baťově továrně, kde rovněž později pracovala. Kolem svých dvaceti let byla nadšenou divadelnicí a navštěvovala herecké kurzy profesorky Lydie Wegenerové. S jejími dalšími žáky vystupovala v ochotnickém divadle v dnes již neexistujícím Divadle Na Slupi. Po měšťanské škole se vyučila opravářkou punčoch, pracovala v Baťově továrně a právě tam při opravě zaseknutého lisu tam v 16 letech přišla o čtyři prsty na levé ruce. Poraněnou ruku po zbytek života maskovala šátkem či rukavicemi. Během padesátých let vystřídala řadu různých zaměstnání. Pracovala také jako účetní, skladnice, prodavačka.
S Václavem Havlem se seznámila v roce 1956, provdala se za něj 9. července 1964 na žižkovské radnici. Manželství zůstalo bezdětné, protože nemohla mít potomky. V šedesátých letech se její manžel prosadil jako autor, uznávaný doma i v Evropě, a během druhé poloviny šedesátých let se jako spisovatel a přispěvatel do kulturních časopisů podílel na demokratizačním procesu, především v oblasti kultury. Zasazoval se o svobodu slova, nezávislost kultury, o návrat plnohodnotných občanských práv. V letech 1961–1967 pracovala Olga Havlová jako uvaděčka v Divadle Na zábradlí, v němž do roku 1968 Václav Havel působil. Václav Havel se netajil tím, že přes rozdílnost povah a rodinného prostředí a přes všechny obvyklé životní problémy a krize pro něj Olga mnoho znamenala. Oceňoval, jak rychle se tato zdánlivě obyčejná mladá žena zorientovala v pražském intelektuálním prostředí přelomu 50. a 60. let 20. století, že byla pozornou první čtenářkou a kritičkou jeho esejistických i dramatických děl, velmi platnou oporou a spolupracovnicí v těžkých letech Charty 77 a spolehlivou celoživotní přítelkyní. Olga Václavovi tolerovala několikeré milenky, ačkoliv tyto milostné avantýry vnitřně těžce nesla.
Na začátku 80. let 20. století se rozvinul milostný vztah mezi Janem Kašparem a Olgou Havlovou, v té době provdanou za Václava Havla, který trval do druhé poloviny 80. let, kdy byl Olgou Havlovou ukončen. V této době měl paralelní vztah s jinou ženou i Václav Havel.
V roce 1967 Havlovi zakoupili venkovskou usedlost v Podkrkonoší na samotě zvané Hrádeček. V letech, kdy Václav Havel v Praze postupně ztrácel nejen jakoukoliv možnost pracovat, ale i některé kontakty a přátele, přesídlili manželé na svou chalupu a prakticky zde žili až do listopadu 1989. Olga Havlová, houbařka a milovnice přírody, si stejně jako její muž Hrádeček zamilovala. Ráda zahradničila a podnikala se svými psy dlouhé výpravy do lesa. Chvíle klidu a odloučení, které Václav Havel využíval k tvorbě, střídali s bohatým společenským životem, jehož byli většinou pohostinnými organizátory.

## Působení v českém disentu

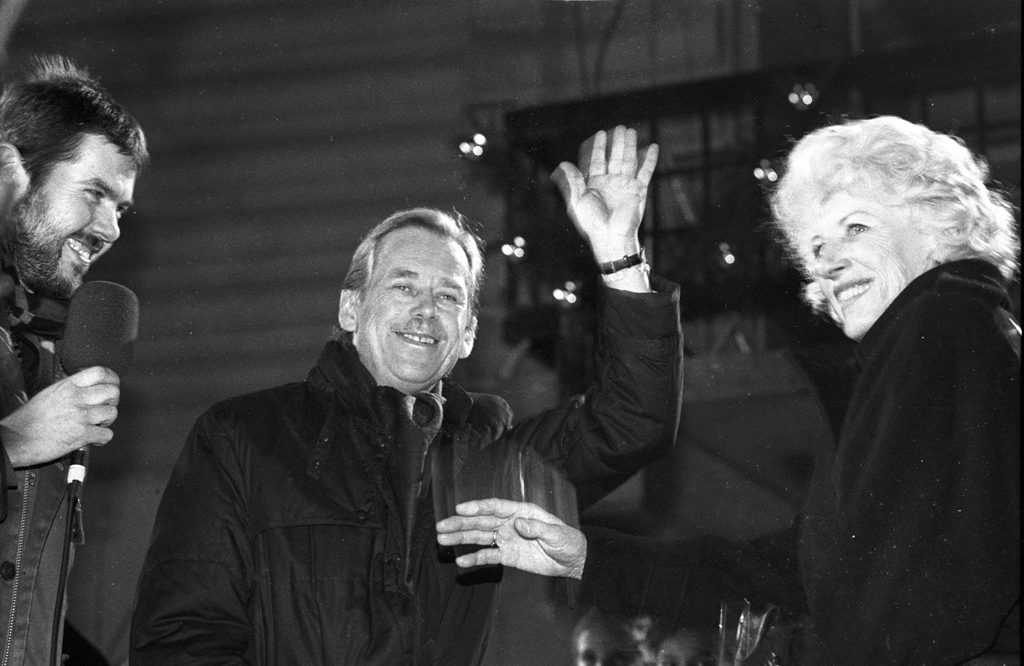
Olga s Václavem Havlem

Po okupaci Československa armádami Varšavské smlouvy v srpnu 1968 až do převratu v roce 1989 bylo Václavu Havlovi znemožněno publikovat, divadla nesměla uvádět jeho hry, byl postupně vytlačen ze všech veřejných kulturních aktivit a stal se jedním z nejvýznamnějších disidentů. Jako bojovník proti znovu se utužující totalitě byl Havel pronásledován Státní bezpečností, často zadržován, vyslýchán a nakonec i vězněn. Olga Havlová byla vždy svému muži oporou, podporovala ho v disidentských aktivitách a sama se zapojila do této činnosti. Po odsouzení Václava Havla ke čtyř a půlletému vězení převzala Olga Havlová spolu se svým švagrem Ivanem Havlem odpovědnost i povinnosti v samizdatové edici Expedice, kterou do té doby řídil její muž. V souvislosti se stíháním za převoz zakázaných tiskovin byla za to v případu „Karavan“ obviněna z podvracení republiky. Její trestní stíhání bylo zrušeno až po pádu totalitního režimu.

### Dopisy Olze
Olga Havlová byla adresátkou myšlenkově hlubokých, filozoficky a existencionálně laděných dopisů, které posílal Václav Havel v letech 1979–1983 z vězení. Některé z nich byly určeny nejen jí, ale i okruhu filozoficky uvažujících přátel, se kterými prostřednictvím dopisů promýšlel různé věci, a oni se ho snažili intelektuálně aktivovat. Dopisy Olze, výbor z těchto listů, tvoří jednu z nejvýznamnějších knih Václava Havla, poprvé vydanou v roce 1983 v Edici Expedice. V letech 1985–1986 zfilmoval Dopisy Olze Michal Hýbek, zkrácenou verzi filmu uvedla švédská TV v pořadu Aktuelt dne 8. listopadu 1986. Film představil švédské veřejnosti osobnost Václava Havla před udělením Ceny Erasma Rotterdamského. Cenu v zastoupení Václava Havla převzal v rotterdamském kostele svatého Vavřince dne 13. listopadu 1986 František Janouch.

### Hrobka
Olga dále organizovala schůzky, distribuovala rukopisy, podílela se na činnosti Charty 77, kterou roku 1982 podepsala. V letech životní nejistoty, perzekuce a věznění manžela využívala Olga Havlová plně možnosti uniknout od tíhy všedních dnů do recesistických podniků přátelského kroužku, který si říkal Hrobka, neboli Svépomocná lidová knihovna. Václav Havel tuto společnost výstižně charakterizoval:
| „              | Počátkem osmdesátých let jsem byl – podobně jako více mých přátel – ve vězení, venku byly pro nás podmínky kruté, a tak jako určitý způsob sebeobrany vznikla ,Hrobka‘, veselé společenství manželek zavřených disidentů, těch, co zůstali na svobodě, a jejich přátel. Olga se brzy stala jednou z organizátorek pestré škály kulturních a společenských aktivit a vracela se tak mj. ke svým tvůrčím zájmům z let ochotnického divadla. Na životě společenství se podílela nejen jako pravidelná hostitelka kostýmovaných zahradních slavností, které v termínu svých narozenin pořádala na Hrádečku, ale především přinášela mnoho nápadů a inspirací. | “ |
| — Václav Havel | |   |

### Originální videojournal a další aktivity
V roce 1987 spoluzaložila samizdatový zpravodajský videomagazín Originální videojournal, který obrazově dokumentoval činnost disentu a otevřeně informoval o tehdejší politické a kulturní situaci v Československu. Aktivně v něm působila, věnovala se především ekologickým tématům. Koncem roku 1985 iniciovala vznik časopisu O divadle a jako členka redakce pomáhala především s hospodářskými a výrobními záležitostmi.

## Po Listopadu 1989
Po zvolení Václava Havla prezidentem se ujala role první dámy, nicméně nebyla jazykově vybavená a v prostředí cizích lidí se cítila nesvá.

### Výbor dobré vůle – Nadace Olgy Havlové
Jako manželka prvního demokratického československého prezidenta se po listopadu 1989 Olga Havlová intenzivně věnovala charitativním aktivitám. V etapě nově se rozvíjející demokracie patřila ve své zemi k jejich průkopnicím. Počátkem roku 1990 založila s přáteli z Charty 77 Výbor dobré vůle, který patřil k prvním projektům tohoto druhu v Československu. V roce 1992 založila Nadaci Olgy Havlové a členové Výboru dobré vůle se stali členy její správní rady, jíž Olga předsedala. Hlavním cílem Výboru dobré vůle – Nadace Olgy Havlové (VDV) je pomáhat lidem se zdravotním postižením, lidem opuštěným a diskriminovaným v jejich začlenění do společnosti. Činnost nadace začala být brzy známá i v zahraničí. V některých zemích Evropy i v zámoří vznikly pobočky k podpoře hlavních cílů nadace.
Olga Havlová navštěvovala nově vznikající centra pro děti s kombinovanými vadami a zjišťovala, co by jim mohlo ulehčit život. Často ji bylo vidět mezi seniory a postiženými dětmi. Zajímala ji transformace nemocnic na nestátní neziskové organizace a nabádala ministry k podpoře občanských sdružení působících v sociální oblasti. Získala si respekt světových politiků i kulturních osobností. Poznala se s vynikajícími osobnostmi Evropy i jiných kontinentů, s manželkou spolkového prezidenta paní Christiane Herzogovou začaly organizovat pomoc pro děti trpící cystickou fibrózou.

### Cena Olgy Havlové
K pátému výročí založení Výboru dobré vůle se Olga rozhodla, že Výbor dobré vůle – Nadace Olgy Havlové bude každoročně udělovat Cenu Olgy Havlové osobnosti se zdravotním postižením, která se velmi zasloužila o zlepšení podmínek života lidí s postižením. Tato prestižní cena se uděluje každoročně v květnu nebo červnu. Olga Havlová se však zúčastnila pouze prvního ročníku jejího udělování – v lednu roku 1996 zemřela. Cena, kterou je soška Olbrama Zoubka „Povzbuzení“, se tak stala i vzpomínkou na osobnost, která se vždy zastávala práv ohrožených občanů. Důležitou součástí projektu Ceny Olgy Havlové je propagace občanských sdružení, poskytujících služby v oblasti sociální a zdravotně-sociální lidsky důstojným způsobem a s použitím nových forem sociálních služeb. Pro nadaci je ceremoniál udělování Ceny Olgy Havlové současně příležitostí, kdy lze poděkovat významným sponzorům a spolupracovníkům.

### Poslední roky a smrt

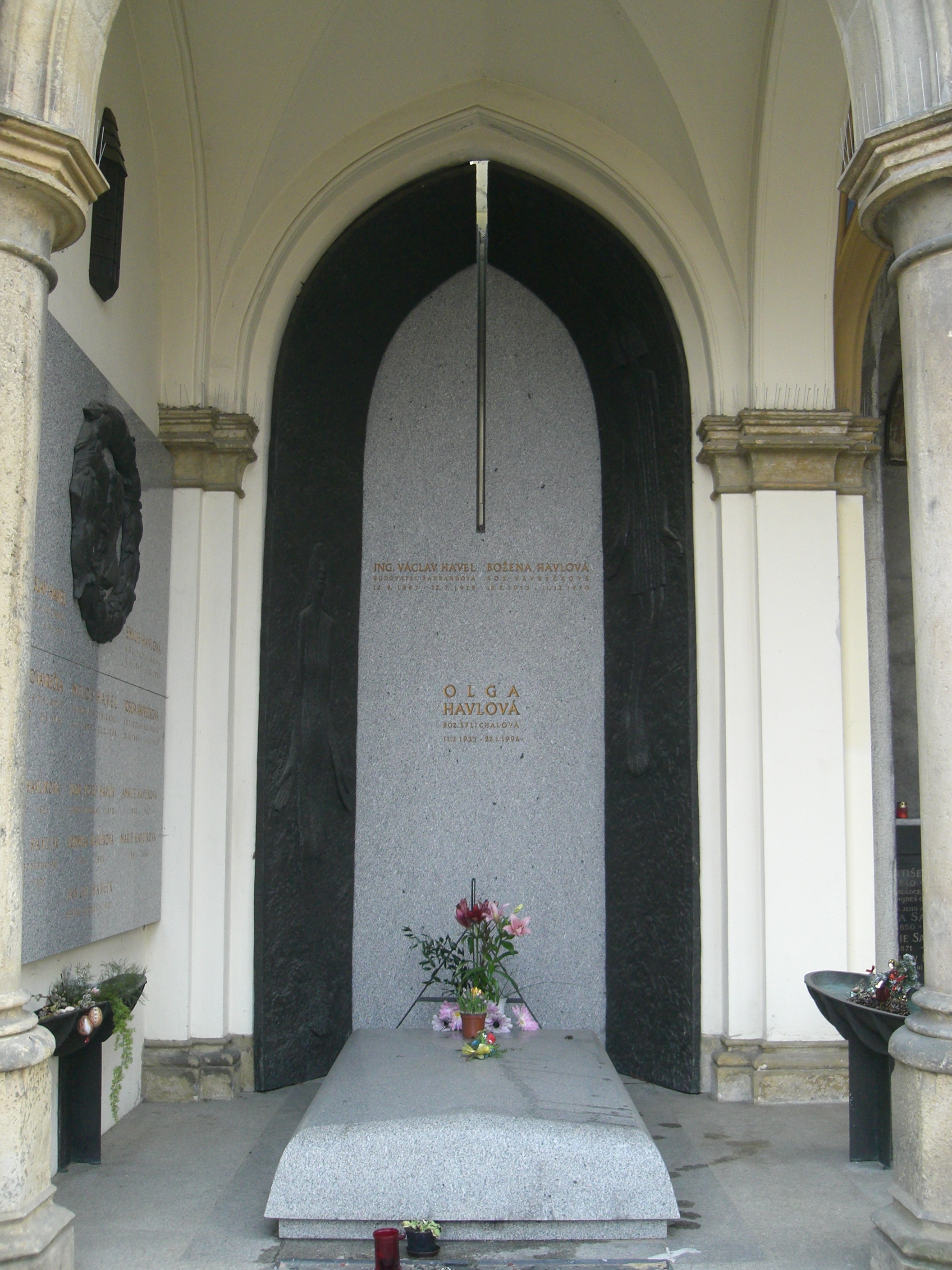
Hrob Olgy Havlové na Vinohradském hřbitově

V roce 1991 udělila norská nadace Stiftelsen Arets Budeie Olze Havlové prestižní cenu Žena roku 1991. V roce 1995 byla oceněna medailí Přemysla Pittra a stala se Ženou roku 1995 České republiky. Olga Havlová se v posledních letech svého života neúnavně věnovala vytváření podmínek pro vznik občanské společnosti. V roce 1995 byla Olga Havlová podle průzkumu veřejného mínění pokládána za nejvýznamnější ženu republiky a byla autoritou i v cizině. I její zásluhou přestali být postižení „neslušným tématem“.
V roce 1995 byla Olze Havlové diagnostikována rakovina. Zemřela 27. ledna 1996. Smrt Olgy Havlové zasáhla celý národ. Lidé stáli nekonečnou frontu, aby jí mohli vzdát čest, položit květiny v kapli jižního křídla Pražského hradu k jejím ostatkům a podepsat se do kondolenčních archů. Pohřbena je v rodinné hrobce Havlových na pražském Vinohradském hřbitově.
V roce 1997 jí byl in memoriam propůjčen Řád Tomáše Garrigua Masaryka za vynikající zásluhy o demokracii a lidská práva. Od roku 1996 se souhlasem tehdejšího prezidenta republiky nese gymnázium v Ostravě-Porubě čestný název Gymnázium Olgy Havlové a také Mateřská škola Olgy Havlové v Kadani. V roce 2014 byla po Olze Havlové slavnostně pojmenována Obchodní akademie, odborná škola a praktická škola v Janských Lázních, kterou v roce 1994 otevírala.
Olga Havlová po sobě nezanechala žádné spisy, nenapsala knihu vzpomínek. O jejím životě se můžeme dočíst z knih autorů Pavla Kosatíka, Heleny Markové, ve vzpomínkovém sborníku Síla věcnosti a v dalších textech. V roce 1993 o ní byl natočen dokument v rámci cyklu GEN – Galerie elity národa, v roce 2006 – k desátému výročí úmrtí – dokument Paní Olga z cyklu Příběhy slavných. V roce 2014 režisér Miroslav Janek natočil dokument OLGA, který byl oceněn na 22. ročníku filmových cen Český lev v kategorii nejlepší dokumentární film.

## Připomínky
- V roce 2010 byla Olze Havlové v místě působiště Výboru dobré vůle v Praze 1 na Senovážném náměstí 2 odhalena pamětní deska.
- Od roku 2012 nese jméno Olgy Havlové nová ulice v Praze 3 na Žižkově-Vackově
- a v její blízkosti vznikla v roce 2020 autobusová zastávka Olgy Havlové.[15]
- K nedožitým 85. narozeninám Olgy Havlové Výbor dobré vůle – Nadace Olgy Havlové ve spolupráci s městy a obcemi zorganizoval výsadbu 85 Stromů Olgy Havlové po celé ČR.[16]
- Za účasti Olgy Havlové byl v roce 1992 položen základní kámen budovy Obchodní akademie v Janských Lázních, která dnes nese její jméno.[17]
- Po Olze Havlové je od roku 1996 pojmenováno gymnázium v Ostravě-Porubě.[18]
- V Kadani existuje mateřská škola Olgy Havlové.[19]
- V Praze 10 ve stínu Jižní spojky u meandrů Botiče nyní vznikl lesopark Olgy Havlové.[20]
- Na Senovážném náměstí v Praze byla dne 22. března 2023 (v roce oslav jejích nedožitých 90. narozenin) slavnostně odhalena pamětní deska připomínající osobnost Olgy Havlové. Deska je umístěna v těsné blízkosti platanu – stromu Olgy Havlové.[16][21]

Strom Olgy Havlové a pamětní deska na Senovážném náměstí v Praze
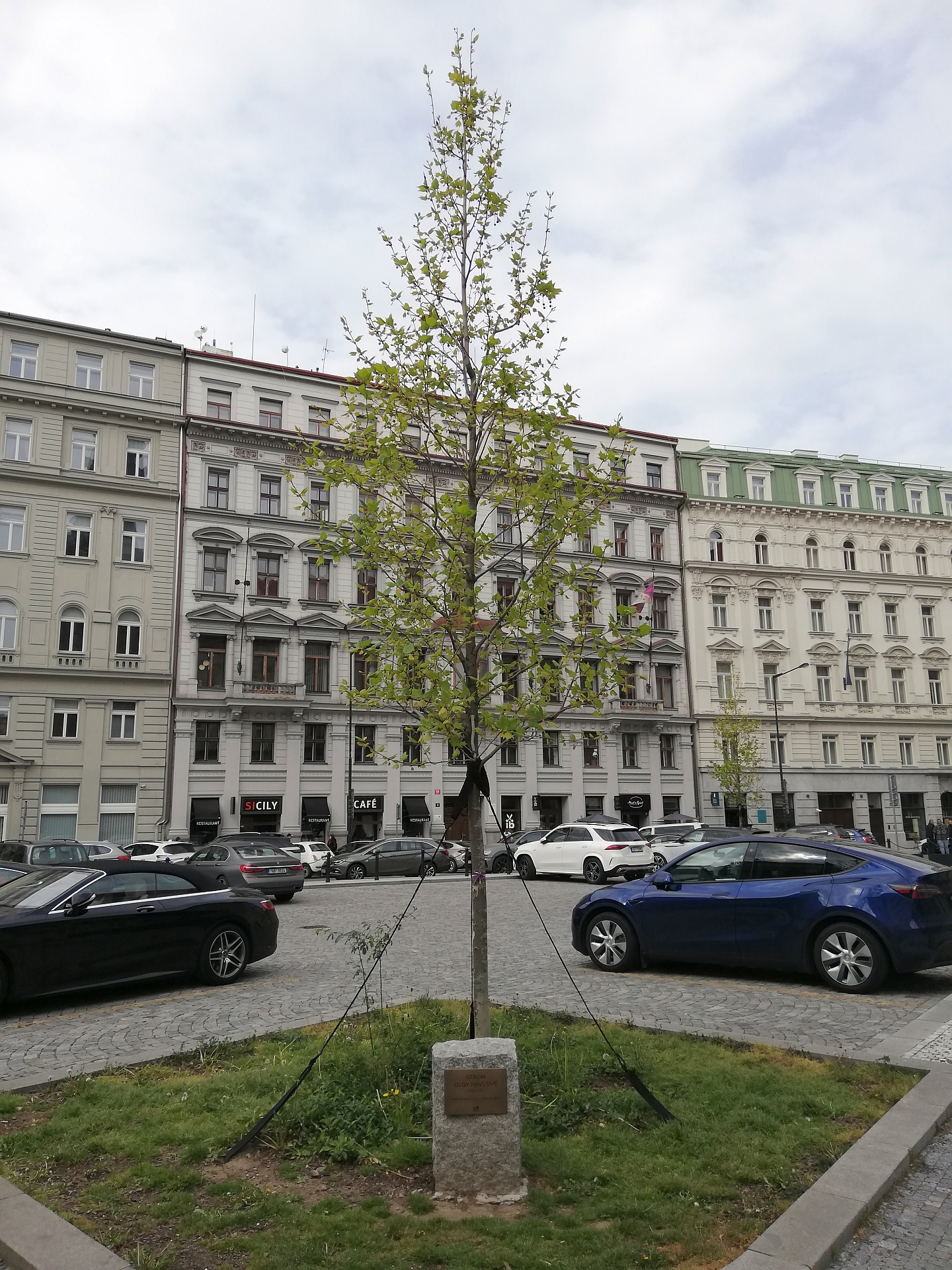
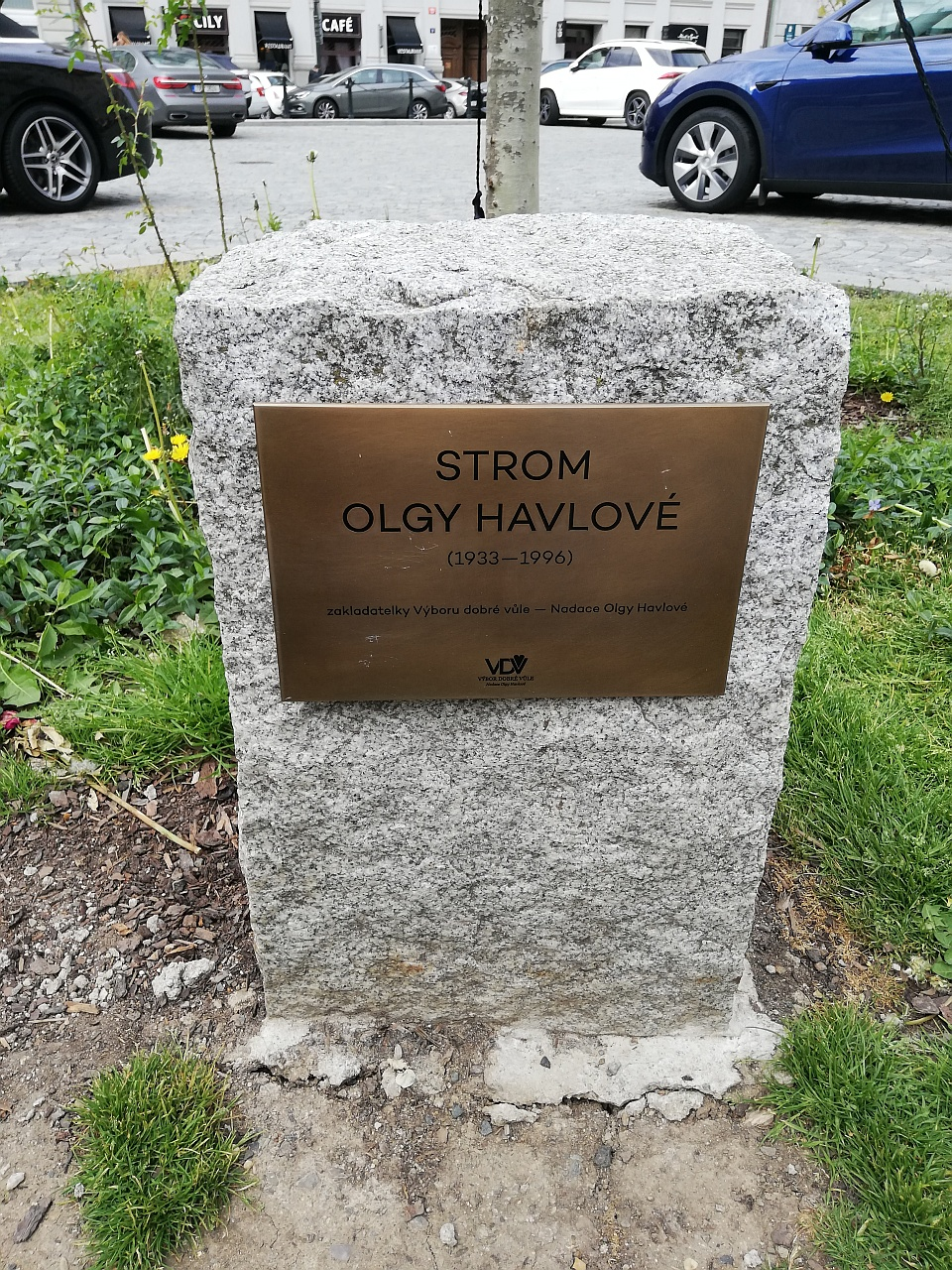